# Sadaaki Akamatsu
Sadaaki Akamatsu (赤松 貞明?, Akamatsu Sadaaki; Prefettura di Kōchi, 30 luglio 1910 – Kōchi, 22 febbraio 1980) è stato un aviatore giapponese, famoso asso dell'aviazione da caccia del Dai-Nippon Teikoku Kaigun Kōkū Hombu, il servizio aeronautico della Marina imperiale giapponese, durante la seconda guerra sino-giapponese e la seconda guerra mondiale. È accreditato dell'abbattimento di 27 velivoli nemici.

## Biografia
Nacque il 30 luglio 1910 nella prefettura di Kōchi, e dopo aver frequentato il liceo Kainan si arruolò nella Marina imperiale giapponese nel 1928. Assegnato al servizio aereo nel 1930 conseguì il brevetto di pilota militare a Sasebo nel corso nel marzo 1932.   Prestò poi servizio imbarcato sulle portaerei Akagi, Kaga e Ryujo, e nei Kokutai Yokosuka e Omura. Allo scoppio della guerra con la Cina nel 1937, con il grado di 2° Capo fu trasferito al 13° Kokutai, dotato dei caccia Mitsubishi A5M, venendo subito impiegato in combattimento nel settore della Cina centrale. Il 25 febbraio 1938 reclamò l'abbattimento di quattro velivoli nemici nell'area di Nanchino, e nel settembre dello stesso anno fu trasferito al reparto imbarcato della Soryu. Al termine della campagna di Cina reclamava l'abbattimento o il danneggiamento di 200 velivoli nemici, autoproclamandosi re degli assi, ma si era guadagnato, presso i suoi superiori, la fama di pilota indisciplinato, cacciatore di donne e alcolista violento.
Il suo comportamento veniva tollerato in quanto era considerato un pilota da caccia dal talento eccezionale. Nell'aprile 1941 fu promosso Capo di prima classe ed assegnato al 3° Kokutai.
All'atto dell'entrata in guerra del Giappone, il 7 dicembre 1941, entrò subito in azione sulle Filippine. Nel corso dell'attacco contro l'aeroporto di Clark Field danneggiò un caccia Curtiss P-40, e il suo primo abbattimento tre giorni dopo su Manila. Il suo reparto passò poi a combattere durante l'invasione della Indie orientali olandesi, e lì conseguì l'abbattimento di due Curtiss-Wright CW-21 Demon sopra Surabaya e due P-40 sopra Balì. Quando il suo Kokutai, decollato da Kupang attaccò Darwin (Australia) reclamò l'abbattimento di un Supermarine Spitfire.

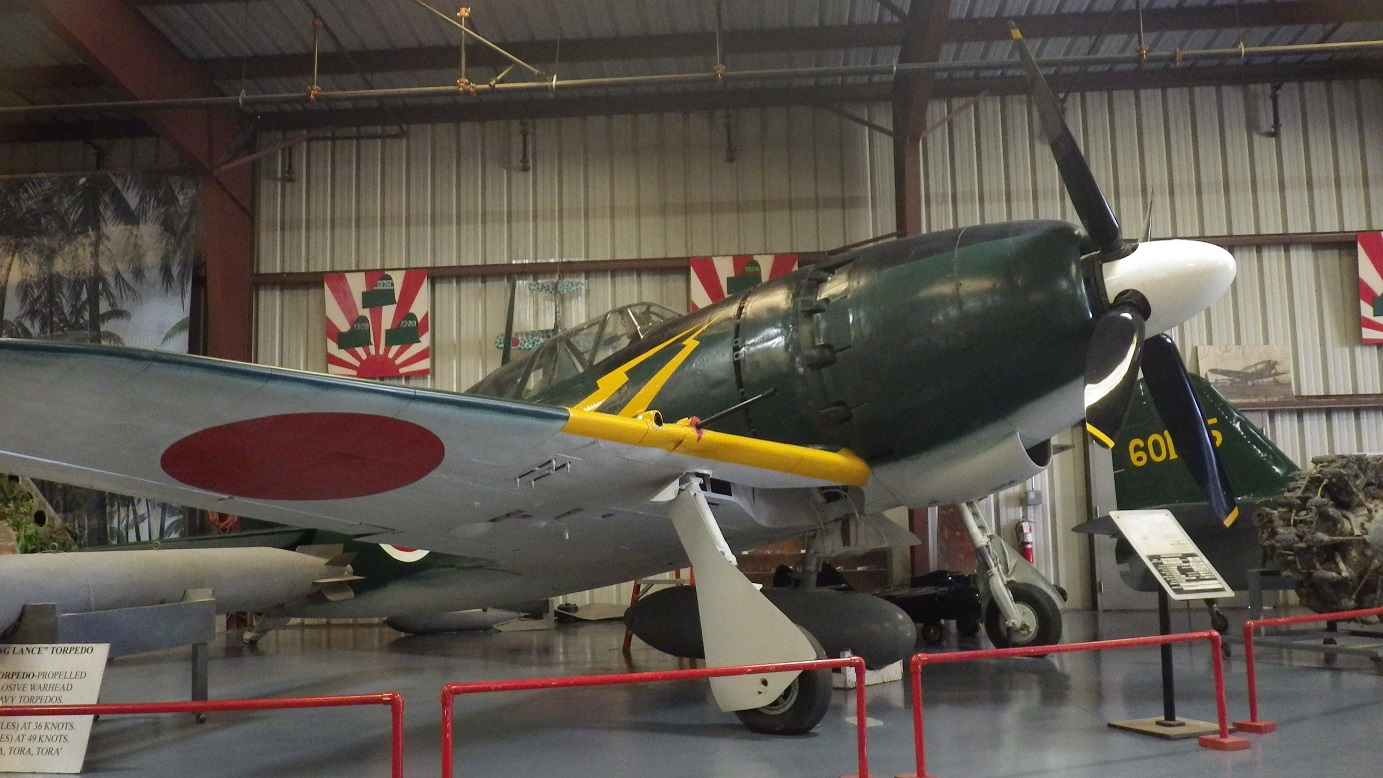
Un esemplare di Mitsubishi J2M esposto presso il Planes of Fame Air Museum di Chino, California.

Rientrato in Giappone nel maggio 1942 operò come istruttore, rientrando in servizio attivo nel luglio 1943, assegnato al 331° Kokutai di stanza in Birmania. Il 5 dicembre 1943 reclamò l'abbattimento di quattro aerei nemici su Calcutta (India), e nel gennaio 1944 rientrò in Patria, assegnato al 302° Kokutai di Atsugi, allora in fase di equipaggiamento con i nuovissimi Mitsubishi J2M Raiden. In questo reparto iniziò ad addestrare i piloti meno esperti, tra in quali Yutaka Morioka che proveniva dai cacciabombardieri. 
Durante la fase finale della guerra si distinse nuovamente, abbatte quattro Grumman F6F Hellcat il 16 febbraio 1945 volando a bordo di un Mitsubishi A6M Zero, 2 o 3 North American P-51 Mustang il 19 aprile, e un altro P-51 Mustang il 29 maggio.  Al termine della guerra aveva al suo attivo 8.000 ore di volo e un totale di vittorie accreditate variabile da 27 a 30.
Ritornato alla vita civile esercitò l'attività di pilota per la ricerca dei banchi di pesce per conto dell'associazione pescatori di Kōchi, volando a bordo di un piccolo Piper. Venduto l'aereo qualche anno dopo gestì poi un caffè in quella stessa città, ma lottò sempre contro l'alcolismo e morì di polmonite, dimenticato da tutti il 22 febbraio 1980.

### Annotazioni
1. ↑  Si trattava di velivoli appartenenti al 45 Fighter Squadron del 17 Fighter Group della 7ª Air Force.
2. ↑  Compresi i suoi stessi commilitoni.

### Fonti
1. ↑  Sakaida 2012, p. 86.
2. ↑  Sakaida 2012, p. 104.
3. 1 2  Gueli 2016, p. 41.
4. 1 2 3 4 5  Izawa, Holmes 2016, p. 30.
5. 1 2 3  Gueli 2016, p. 42.
6. 1 2 3  Gueli 2016, p. 43.
7. ↑  Hata, Izawa 1989, p. 252.
8. ↑  Sakaida 2012, p. 87.
9. ↑  Izawa, Holmes 2016, p. 31.
10. 1 2  Izawa, Holmes 2016, p. 93.
11. 1 2  Gueli 2016, p. 44.
12. ↑  Sakaida 2012, pp. 87-88.

### Periodici
- Marco Gueli, Saadaki Akamatsu, "L'asso con la bottiglia" del Sol Levante, in Aerei nella Storia, n. 109, Parma, West-Ward Edizioni, agosto-settembre 2016,  pp. 41-43.